# Lourouer-Saint-Laurent

Lourouer-Saint-Laurent este o comună în departamentul Indre, Franța. În 1 ianuarie 2022 avea o populație de 250 de locuitori.